# Agriocnemis femina
Agriocnemis femina är en trollsländeart. Agriocnemis femina ingår i släktet Agriocnemis och familjen dammflicksländor. IUCN kategoriserar arten globalt som livskraftig.

## Underarter
Arten delas in i följande underarter:
- A. f. femina
- A. f. oryzae